# Аллен, Лилиана
Лилиана Аллен Долл (исп. Liliana Allen Doll; род. 24 марта 1970 или 24 мая 1970, Cueto, Ольгин), в замужестве де Мартинес (исп. de Martínez) — кубинская и мексиканская легкоатлетка, специалистка по бегу на короткие дистанции. Выступала за сборные Кубы (1986—1997) и Мексики (1998—2004) по лёгкой атлетике, обладательница серебряной медали Игр доброй воли, бронзовая призёрка чемпионата мира в помещении, трёхкратная чемпионка Панамериканских игр, восьмикратная чемпионка Игр Центральной Америки и Карибского бассейна, победительница Всемирной Универсиады, обладательница ряда национальных рекордов в спринтерских дисциплинах, участница трёх летних Олимпийских игр и семи чемпионатов мира.

## Биография
Лилиана Аллен родилась 24 мая 1970 года в муниципалитете Куэто провинции Ольгин на Кубе.

### Куба
Первого серьёзного успеха на международном уровне добилась в сезоне 1986 года, когда вошла в состав кубинской сборной и выступила на юношеском первенстве Центральной Америки и Карибского бассейна в Мехико, где выиграла золотую и бронзовую медали в беге на 100 и 200 метров соответственно.
В 1987 году завоевала серебряную награду в эстафете 4 × 100 метров на Панамериканских играх в Индианаполисе, бежала 100 метров и эстафету 4 × 100 метров на чемпионате мира в Риме.
В 1988 году на юниорском мировом первенстве в Садбери взяла бронзу в дисциплинах 100 и 200 метров, получила серебро в эстафете 4 × 100 метров.
В 1989 году в беге на 60 метров финишировала четвёртой на чемпионате мира в помещении в Будапеште. На чемпионате Центральной Америки и Карибского бассейна в Сан-Хуане выиграла серебряную медаль в беге на 100 метров, бронзовую медаль в беге на 200 метров, золотую медаль в эстафете 4 × 100 метров. Будучи студенткой, представляла страну на Всемирной Универсиаде в Дуйсбурге, где превзошла всех соперниц на дистанции 100 метров и стала второй на дистанции 200 метров. На Кубке мира в Барселоне была пятой в 100-метровой дисциплине и четвёртой в эстафете 4 × 100 метров.
В феврале 1990 года на соревнованиях в Сан-Себастьяне установила ныне действующий рекорд Кубы в беге на 200 метров в помещении — 23,79. На Играх Центральной Америки и Карибского бассейна в Мехико одержала победу сразу в трёх дисциплинах: 100 метров, 200 метров, эстафета 4 × 100 метров.
В 1991 году выиграла бронзовую медаль в беге на 60 метров на чемпионате мира в помещении в Севилье, установив при этом национальный рекорд — 7,12. На домашних Панамериканских играх в Гаване была лучшей на дистанциях 100 и 200 метров, стала серебряной призёркой в эстафете 4 × 100 метров. На чемпионате мира в Токио дошла до полуфинала в беге на 100 метров и стала шестой в эстафете 4 × 100 метров.
В 1992 году отметилась двумя победами на иберо-американском чемпионате в Севилье, в беге на 100 метров и в эстафете 4 × 100 метров. Благодаря череде успешных выступлений удостоилась права защищать честь страны на летних Олимпийских играх в Барселоне — в дисциплине 100 метров показала в финале восьмой результат, тогда как в финале эстафеты 4 × 100 метров их команда сошла с дистанции. Также в этом сезоне стартовала на Кубке мира в Гаване, став в тех же дисциплинах второй и четвёртой соответственно.
В 1993 году в беге на 60 метров финишировала четвёртой на чемпионате мира в помещении в Торонто. На Всемирной Универсиаде в Буффало была второй в беге 100 метров, пятой в беге на 200 метров, а в эстафете 4 × 100 метров их команду дисквалифицировали. На чемпионате мира в Штутгарте заняла восьмое место в индивидуальном беге на 100 метров и шестое в эстафете 4 × 100 метров. В эстафете вместе с соотечественницами установила ныне действующий рекорд Кубы — 42,89. На Играх Центральной Америки и Карибского бассейна в Понсе трижды поднималась на верхнюю ступень пьедестала почёта, выиграв все три свои дисциплины.
В 1994 году в эстафете 4 × 100 метров стала серебряной призёркой на Играх доброй воли в Санкт-Петербурге. На Кубке мира в Лондоне была второй на дистанции 100 метров и седьмой в эстафете 4 × 100 метров.
В 1995 году в беге на 60 метров заняла четвёртое место на чемпионате мира в помещении в Барселоне. На Панамериканских играх в Мар-дель-Плате выиграла серебряные медали в беге на 100 метров и в эстафете 4 × 100 метров, тогда как в беге на 200 метров завоевала золото. Бежала 100 метров и эстафету 4 × 100 метров на чемпионате мира в Гётеборге, в обоих случаях остановилась на стадии полуфиналов.
Принимала участие в Олимпийских играх 1996 года в Атланте, в эстафете 4 × 100 не смогла преодолеть предварительный квалификационный этап.

### Мексика
Впоследствии Аллен постоянно проживала в Мексике, в июле 1998 года получила мексиканское гражданство и стала выступать за эту страну на международных стартах. Так, она представляла мексиканскую сборную на иберо-американском чемпионате в Лиссабоне, где выиграла золотую и серебряную медали на дистанциях 100 и 200 метров. Участвовала в Играх Центральной Америки и Карибского бассейна в Маракайбо.
В 1999 году в 60-метровой дисциплине выступила на чемпионате мира в помещении в Маэбаси. На Гран-при IMSS в Мехико превзошла всех соперниц в дисциплине 100 метров, установив ныне действующий рекорд Мексики — 11,09. Помимо этого, была восьмой на Панамериканских играх в Виннипеге, дошла до полуфинала на чемпионате мира в Севилье.
В 2000 году на иберо-американском чемпионате в Рио-де-Жанейро выиграла бег на 100 метров и стала серебряной призёркой в беге на 200 метров.
В 2001 году бежала 60 метров на чемпионате мира в помещении в Лиссабоне, выиграла золотую и серебряную медали на чемпионате Центральной Америки и Карибского бассейна в Гватемале, выступила на чемпионате мира в Эдмонтоне.
На Играх Центральной Америки и Карибского бассейна 2002 года в Сан-Сальвадоре одержала победу на дистанциях 100 и 200 метров.
В 2003 году стартовала в 60-метровой дисциплине на чемпионате мира в помещении в Бирмингеме. В беге на 100 метров взяла бронзу на Панамериканских играх в Санто-Доминго. Участвовала в программе эстафеты 4 × 400 метров на чемпионате мира в Париже.
На Олимпийских играх 2004 года в Афинах дошла до четвертьфинала в беге на 100 метров, остановилась на предварительном этапе эстафеты 4 × 400 метров.
Завершила спортивную карьеру по окончании сезона 2005 года.